# USA 193
USA 193 eller NRO launch 21, var en amerikansk spionsatellit. Satellitten blev opsendt fra Vandenberg Air Force Base med en Delta II-raket den 14 december 2006. 
Satellitten blev ejet og drevet af et af USA's efterretningsvæsener; National Reconnaissance Office (NRO). 
Man mistede radiokontakten og derved kontrollen med satellitten få timer efter opsendelsen i december 2006.
Spionsatellittens eksakte mission og kapacitet er klassificeret som hemmelig. Det er dog blevet offentliggjort at raketbrændstoffet, som satellitten benytter, er det meget giftige hydrazin og at den vejede cirka 2 tons.

## Genindtræden og nedskydning
Det blev oplyst i januar 2008 at satellitten var på vej mod Jorden og ville genindtræde i Jordens atmosfære indenfor få uger.
Præsident George W. Bush gav ordre til nedskydning af satellitten den 12. februar 2008. På en pressekonference forklarede Pentagon og NASAs chef Michael Griffin at beregninger havde vist at satellittens brændstoftank højst sandsynligt ville komme igennem Jordens atmosfære intakt. Brændstoftanken indeholdt 453 kg hydrazin, der var i frossen tilstand fordi tankens varmelegemer var inaktive. Den bundfrosne hydrazin ville uden indgriben nå jordoverfladen i en revnet tank og tø op. Det meste af hydrazinen ville fordampe med kraftig lokal forurening til følge. Det var helt umuligt at forudsige hvor og hvordan den ville lande på Jorden, når den genindtrådte.
Hydrazin er et toksisk (giftigt) og carcinogent (kræftfremkaldende) stof. Der er kun et meget lille antal videnskabelige studier over eksposition overfor mennesker eftersom meget få mennesker har været udsat for stoffet. Ingen af disse kunne påvise en øget kræftforekomst hos mennesker, men heller ikke udelukke den. Den toksiske del består i at akut eksposition (udsættelse) for hydrazin uden indtagelse eller inhalation, vil medføre hudirritation, nyreskader, leverskader samt skader på reproduktionsorganerne (testikler hhv. æggestokke). I gasform inhaleret eller indtaget i gas- eller væskeform vil det medføre akut opkastning, nervepåvirkning, coma og evt. død, afhængig af dosis. Det diskuteres stadig blandt eksperter om det fremkalder kræft hos mennesker, da der ikke er entydige videnskabelige studier der har vist dette. På den anden side er der laboratorieforsøg på mus og andre mindre dyr, der viser kræft i næseslimhinden, lunger, blodkar samt tyktarm. Ifølge USA's regeringsorgan Center for Disease Control (CDC), er hydrazin "muligvis kræftfremkaldende hos mennesker".
Man mente at det giftige stof ved nedslaget kunne sprede sig på et område i en størrelsesorden af to fodboldbaner. For at forhindre dette har man at nedskudt satellitten med et RIM-161 Standard Missile 3 (SM-3 missil), før satellittens genindtræden. 
Der stilles dog spørgsmål ved om der er andre stoffer f.eks. plutonium eller om der er politiske årsager til nedskydningen. Kritikere mente at eftersom størstedelen af jordkloden er dækket af vand, ville satellitten nok falde ned i havet og at en nedskydning ville gøre mere skade end gavn, idet der kunne genereres mere rumaffald. Der stilles endvidere spørgsmål ved, om der reelt er fare ved at have hydrazin om bord. Der er sendt satellitter i kredsløb siden 1957, og der er aldrig observeret forurening med stoffet i forbindelse med, at de er styrtet ned eller er brændt op i Jordens atmosfære.  
Formålet med nedskydningen er officielt at satellitten, som den er, ikke ville brænde op i atmosfæren pga. sin størrelse. 
US Navy-krydseren USS Lake Erie affyrede vest for Hawaii klokken 3:26 (GMT) d. 21. februar 2008 et missil mod USA 193. Missilet ramte satellitten, idet en ildkugle og en efterfølgende sky blev observeret. Pentagon anser at hydrazintanken blev ramt fordi missilet ikke var udstyret med sprængstof. Ifølge radar er de største dele af satellitten på størrelse med en amerikansk football.
De fleste stumper skulle være brændt op indenfor de første 24-48 timer og resten burde genindtræde senest 40 dage efter.